# روبرت شنايدر (مغني)
روبرت شنايدر (بالإنجليزية: Robert Schneider)‏ هو عازف قيثارة ومغني ومنتج أسطوانات ومغن مؤلف أمريكي، ولد في 9 مارس 1971 في كيب تاون في جنوب أفريقيا.

## وصلات خارجية
- روبرت شنايدر على موقع ميوزك برينز (الإنجليزية)
- روبرت شنايدر على موقع ميوزك برينز (الإنجليزية)
- روبرت شنايدر على موقع أول ميوزيك (الإنجليزية)
- روبرت شنايدر على موقع أول ميوزيك (الإنجليزية)
- روبرت شنايدر على موقع ديسكوغز (الإنجليزية)